# Illes Kerguelen
Les illes Kerguelen (abans anomenades illes de la Desolació) foren descobertes en una expedició comandada per Yves Joseph de Kerguelen de Trémarec el 1772. Constituïxen un arxipèlag situat a l'oceà Índic meridional, a uns 5.000 km al sud-sud-est de la Ciutat del Cap i a uns 2.000 km al nord de les costes de l'Antàrtida. Són possessió de França i es troben incloses al territori d'ultramar de les Terres Australs i Antàrtiques Franceses (Terres Australes et Antarctiques Françaises, TAAF).

## Geografia

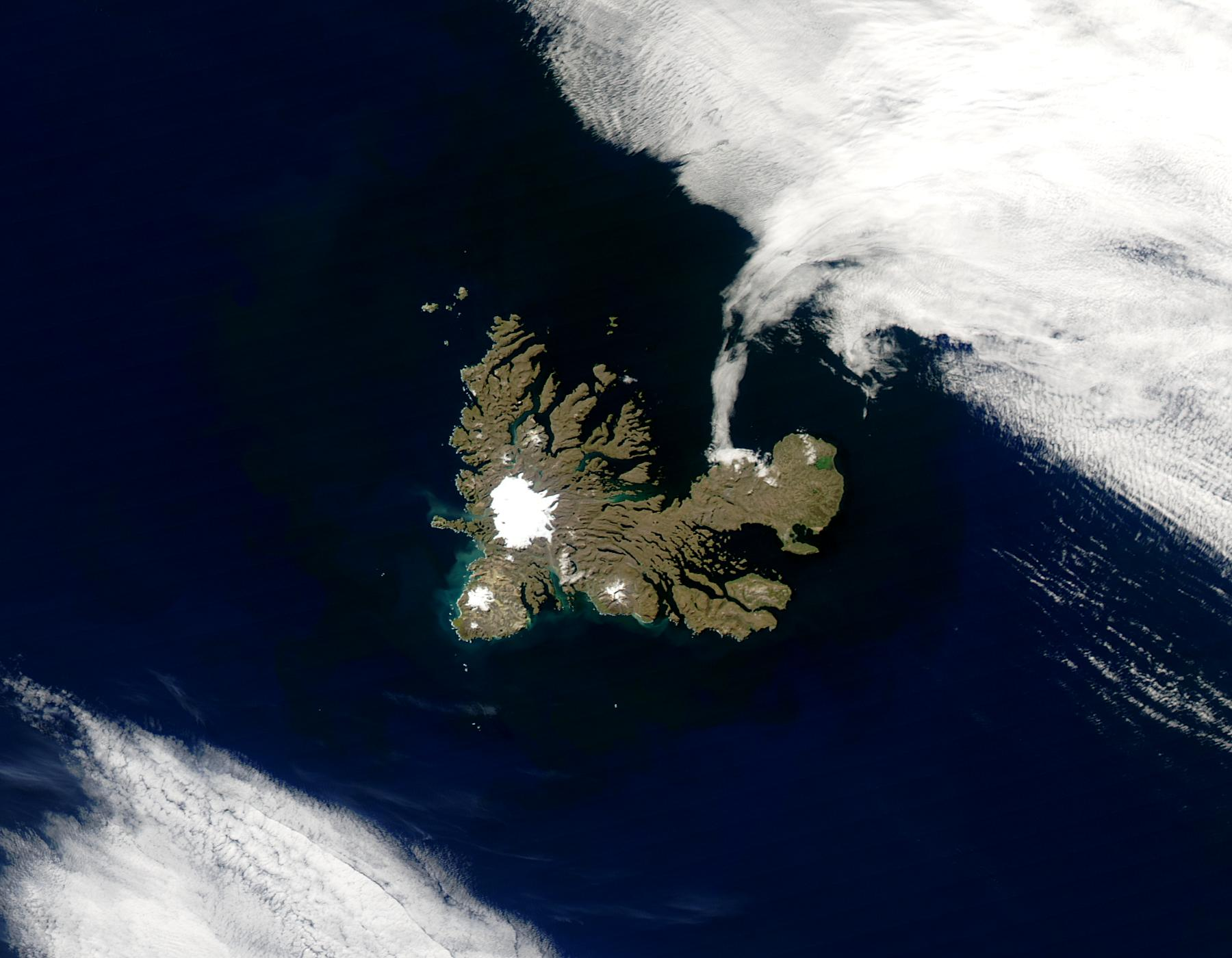
Imatge satèl·lit de les illes Kerguelen

L'arxipèlag està constituït per una illa principal, anomenada Grande Terre (Illa Gran) de 6.675 km², i més de 300 petites illes, illots i esculls que es disposen entorn de Grande Terre, amb la qual cosa l'arxipèlag arriba a una superfície total de 7.215 km².
L'illa principal és radial, amb costes molt accidentades i escarpades on abunden els fiords i les penínsules. Les dimensions de l'illa són d'uns 150 km d'oest a est, i uns 120 km de nord a sud. L'altura màxima de l'illa i de tot l'arxipèlag és el pic del Mont Ross (1.850 m).
En l'actualitat la població està composta, durant l'estiu austral, per un centenar de científics i les seves famílies, la presència dels quals és de caràcter temporal, instal·lats a la base anomenada Port-aux-Français, a l'est de l'illa principal.

## Clima
El clima és oceànic subantàrtic, considerat una varietat del clima polar, ja que les temperatures mitjanes mensuals no superen mai els 10 °C. Per tant, malgrat la seva latitud no gaire elevada, és un clima de tundra. El vent és molt constant i fort, ja que es troba en una banda austral molt ventosa.
L'arxipèlag rep precipitacions freqüents, amb prop de 1.000 mm anuals, amb neu o pluja, segons l'època de l'any. L'estació Port-aux-Français (situada a la costa est) rep una modesta quantitat de precipitació (708 mm anuals) comparat amb la costa oest, que rep un estimat de tres vegades més de quantitat de precipitació anualment.
Les muntanyes solen estar cobertes de neu, malgrat que a l'estiu es pot descongelar molt ràpidament amb la pluja. Al llarg de diverses dècades, moltes glaceres permanents han mostrat signes de retrocés i algunes de més petites ja han desaparegut completament.
A la costa oest, en situar-se en una banda austral molt perillosa, el vent hi és constant gairebé de manera continuada a una velocitat mitjana de 35 km/h. Les velocitats del vent de 150 km/h hi són comunes i hi poden fins i tot arribar a ratxes superiors als 200 km/h.
Al mar, les onades de fins a 12 a 15 m d'alçada són comunes, però a la costa hi ha molts llocs protegits on els vaixells poden atracar.
| Paràmetres climàtics mitjans de Port aux Français, Kerguelen | Paràmetres climàtics mitjans de Port aux Français, Kerguelen | Paràmetres climàtics mitjans de Port aux Français, Kerguelen | Paràmetres climàtics mitjans de Port aux Français, Kerguelen | Paràmetres climàtics mitjans de Port aux Français, Kerguelen | Paràmetres climàtics mitjans de Port aux Français, Kerguelen | Paràmetres climàtics mitjans de Port aux Français, Kerguelen | Paràmetres climàtics mitjans de Port aux Français, Kerguelen | Paràmetres climàtics mitjans de Port aux Français, Kerguelen | Paràmetres climàtics mitjans de Port aux Français, Kerguelen | Paràmetres climàtics mitjans de Port aux Français, Kerguelen | Paràmetres climàtics mitjans de Port aux Français, Kerguelen | Paràmetres climàtics mitjans de Port aux Français, Kerguelen | Paràmetres climàtics mitjans de Port aux Français, Kerguelen |
| Mes                                                          | Gen.                                                         | Feb.                                                         | Mar.                                                         | Abr.                                                         | Mai.                                                         | Jun.                                                         | Jul.                                                         | Ago.                                                         | Set.                                                         | Oct.                                                         | Nov.                                                         | Des.                                                         | Anual                                                        |
| ------------------------------------------------------------ | ------------------------------------------------------------ | ------------------------------------------------------------ | ------------------------------------------------------------ | ------------------------------------------------------------ | ------------------------------------------------------------ | ------------------------------------------------------------ | ------------------------------------------------------------ | ------------------------------------------------------------ | ------------------------------------------------------------ | ------------------------------------------------------------ | ------------------------------------------------------------ | ------------------------------------------------------------ | ------------------------------------------------------------ |
| Temperatura màxima registrada °C (°F)                        | 22,3 (72,1)                                                  | 22,3 (72,1)                                                  | 20,6 (69,1)                                                  | 23 (73,4)                                                    | 16,8 (62,2)                                                  | 14,5 (58,1)                                                  | 13,4 (56,1)                                                  | 14,4 (57,9)                                                  | 15,8 (60,4)                                                  | 19,1 (66,4)                                                  | 21,3 (70,3)                                                  | 21,6 (70,9)                                                  | 23 (73,4)                                                    |
| Temperatura mínima registrada °C (°F)                        | −1,5 (29,3)                                                  | −1 (30,2)                                                    | −0,9 (30,4)                                                  | −2,7 (27,1)                                                  | −5,9 (21,4)                                                  | −8,3 (17,1)                                                  | −8 (17,6)                                                    | −7,3 (18,9)                                                  | −7,7 (18,1)                                                  | −5 (23)                                                      | −3,7 (25,3)                                                  | −1,2 (29,8)                                                  | −8,3 (17,1)                                                  |
| Temperatura diària màxima °C (°F)                            | 11,1 (52)                                                    | 11,5 (52,7)                                                  | 10,5 (50,9)                                                  | 9 (48,2)                                                     | 6,7 (44,1)                                                   | 5,2 (41,4)                                                   | 4,7 (40,5)                                                   | 4,6 (40,3)                                                   | 5,3 (41,5)                                                   | 7 (44,6)                                                     | 8,6 (47,5)                                                   | 10,1 (50,2)                                                  | 7,8 (46)                                                     |
| Temperatura diària mínima °C (°F)                            | 4,4 (39,9)                                                   | 4,7 (40,5)                                                   | 4,1 (39,4)                                                   | 3,2 (37,8)                                                   | 1,5 (34,7)                                                   | 0,4 (32,7)                                                   | −0,3 (31,5)                                                  | −0,4 (31,3)                                                  | −0,2 (31,6)                                                  | 0,7 (33,3)                                                   | 2 (35,6)                                                     | 3,4 (38,1)                                                   | 1,9 (35,4)                                                   |
| Precipitació total mm (polzades)                             | 72,2 (2,8)                                                   | 49,5 (1,9)                                                   | 57,5 (2,3)                                                   | 59,6 (2,3)                                                   | 59,9 (2,4)                                                   | 75,9 (3)                                                     | 62,9 (2,5)                                                   | 63,4 (2,5)                                                   | 62,3 (2,5)                                                   | 59,3 (2,3)                                                   | 51,9 (2)                                                     | 55,1 (2,2)                                                   | 729,5 (28,7)                                                 |
| Font: MeteoStats Agost 2010                                  |                                                              |                                                              |                                                              |                                                              |                                                              |                                                              |                                                              |                                                              |                                                              |                                                              |                                                              |                                                              |                                                              |

## Fauna
Les Kerguelen es troben en la zona de convergència antàrtica, on les aigües fredes procedents de l'Antàrtida es barregen amb les càlides derivades dels corrents del nord. Per això hi abunda la fauna marina i la que hi és associada: foques, llops marins, lleons marins, elefants marins, junt amb pingüins (papues, reials, de plomall, adèlia) albatros, cormorans, petrells, coloms antàrtics, gavines, Daption capense i Catharacta skua.
La fauna al·lòctona aclimatada és variada i de vegades és un problema ecològic. Hi ha ovelles, rens, muflons, conills (introduïts des de Sud-àfrica el 1874), gats i rates.

## Flora

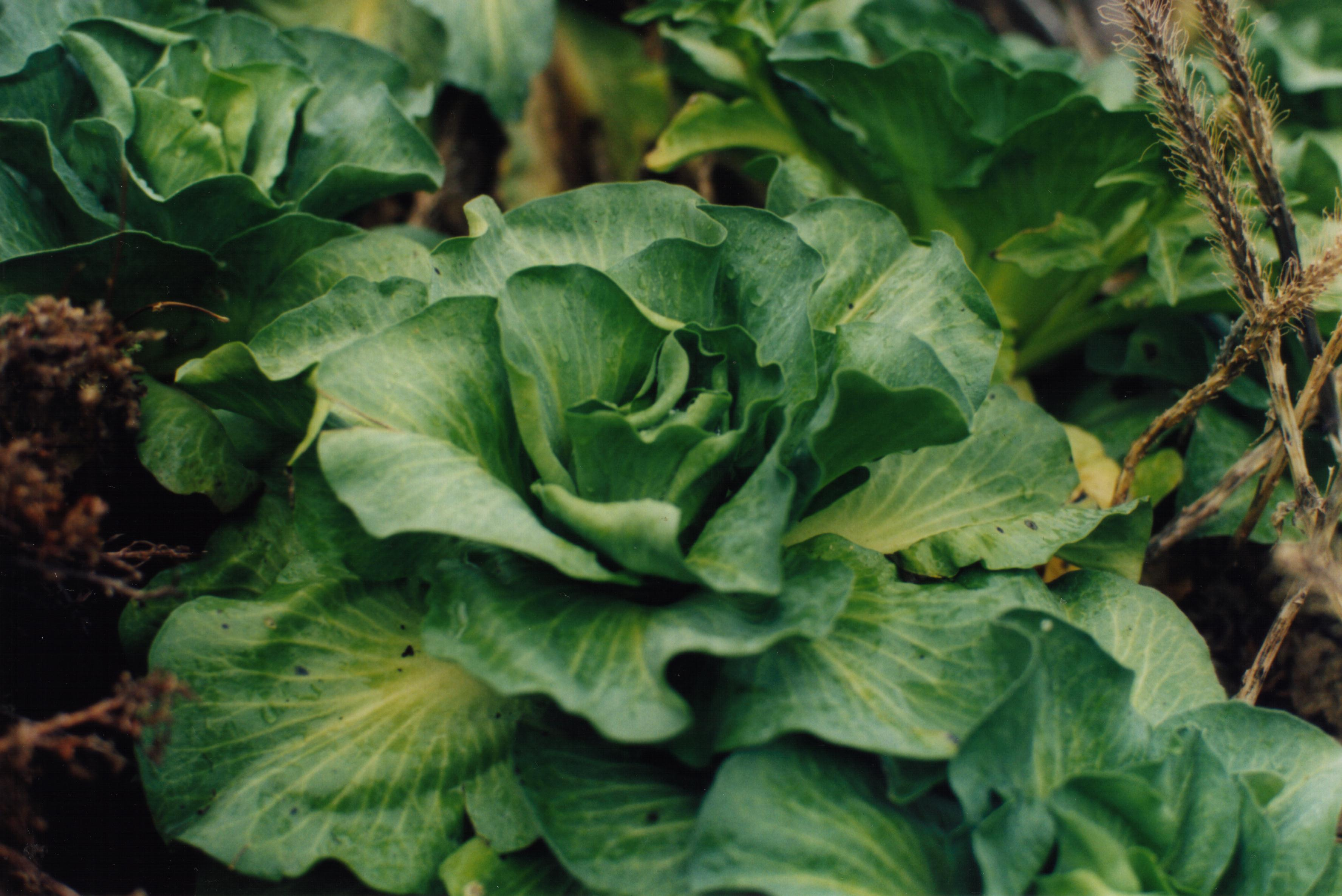
col de Kerguelen

No hi ha arbres ni arbusts. La vegetació potencial és de praderia, però els conills que s'hi van introduir constitueixen una plaga que ha arranat molt la vegetació. També hi ha herbassars en coixinet en forma de tussocks, molses i líquens.
Una planta que es troba actualment amenaçada és la col de Kerguelen (Pringlea antiescorbútica), molt important perquè és molt útil per a evitar l'escorbut. A l'aigua de la mar hi ha algues gegants kelp (Macrocystis pyrifera i Durvillaea antarctica), que poden arribar a 25 m de longitud.